# روح‌الله رستمی
روح‌الله رستمی ملی پوش تیم پاراوزنه برداری ایران و رکورد دار دسته ۸۰ کیلوگرم جهان از سال ۲۰۰۸ وارد تیم ملی شد.
رستمی در سه پارالمپیک دو مدال طلا و نقره کسب کرده است.

## مسابقات

### پارالمپیک[۳]
- مسابقات پارالمپیک پاریس - ۲۰۲۴ -دسته ۸۰ کیلوگرم -  طلا - ثبت رکورد جهانی ۲۴۲ کیلوگرم
- مسابقات پارالمپیک توکیو - ۲۰۲۰ - دسته ۸۰ کیلوگرم -  طلا
- مسابقات پارالمپیک لندن - ۲۰۱۲ - دسته ۶۷٫۵ کیلوگرم -  نقره

### پاراجهانی[۴][۵][۶]
- مسابقات پارا جهانی مالزی- ۲۰۱۰ - دسته ۶۷٫۵ کیلوگرم -  نقره
- مسابقات پارا جهانی دبی- ۲۰۱۴ - دسته ۷۲ کیلوگرم -  نقره
- مسابقات پارا جهانی مکزیکوسیتی- ۲۰۱۷ - دسته ۷۲ کیلوگرم -  نقره
- مسابقات پارا جهانی نورالسلطان- ۲۰۱۹ - دسته ۸۰ کیلوگرم -  طلا
- مسابقات پارا جهانی تفلیس- ۲۰۲۱ - دسته ۸۰ کیلوگرم -  نقره
- مسابقات پارا جهانی دبی- ۲۰۲۳ - دسته ۸۰ کیلوگرم -  طلا

### پارا آسیایی[۷]
- مسابقات پارا آسیایی جاکارتا - ۲۰۱۸ - دسته ۷۲ کیلوگرم -  طلا
- مسابقات پارا آسیایی هانگژو - ۲۰۲۲ - دسته

۸۰ کیلوگرم -  نقره

### قهرمانی آسیا و کاپ جهانی[۸]
- مسابقه قهرمانی آسیا - ۲۰۱۳ - دسته ۷۲ کیلوگرم -  طلا
- مسابقه کاپ جهانی تایلند - ۲۰۲۲ - دسته

۸۰ کیلوگرم -  طلا
- مسابقه کاپ جهانی دبی - ۲۰۲۳ - دسته

۸۰ کیلوگرم -  طلا